# تشارلز غيامفي
تشارلز غيامفي (بالإنجليزية: Charles Gyamfi)‏ (مواليد 1929 في أكرا) لاعب كرة قدم غاني معتزل حقق إنجازا تاريخيا بالفوز كمدرب بكأس أمم أفريقيا ثلاث مرات أعوام 1963، 1965، 1982. وقد تساوى معه في الإنجاز المدرب المصري حسن شحاتة عام 2010، وإن كان رقم حسن شحاتة يمتاز بأن البطولات الثلاث اللاتي فاز بهن كانت على التوالي.

## روابط خارجية
- تشارلز غيامفي على موقع الاتحاد الدولي (مؤرشف)  (الإنجليزية)
- تشارلز غيامفي على موقع قاعدة بيانات كرة القدم.إي يو (الإنجليزية)
- تشارلز غيامفي على موقع عالم كرة القدم.نت (الإنجليزية)
- تشارلز غيامفي على موقع أوليمبيديا (الإنجليزية)